# Піроскоп

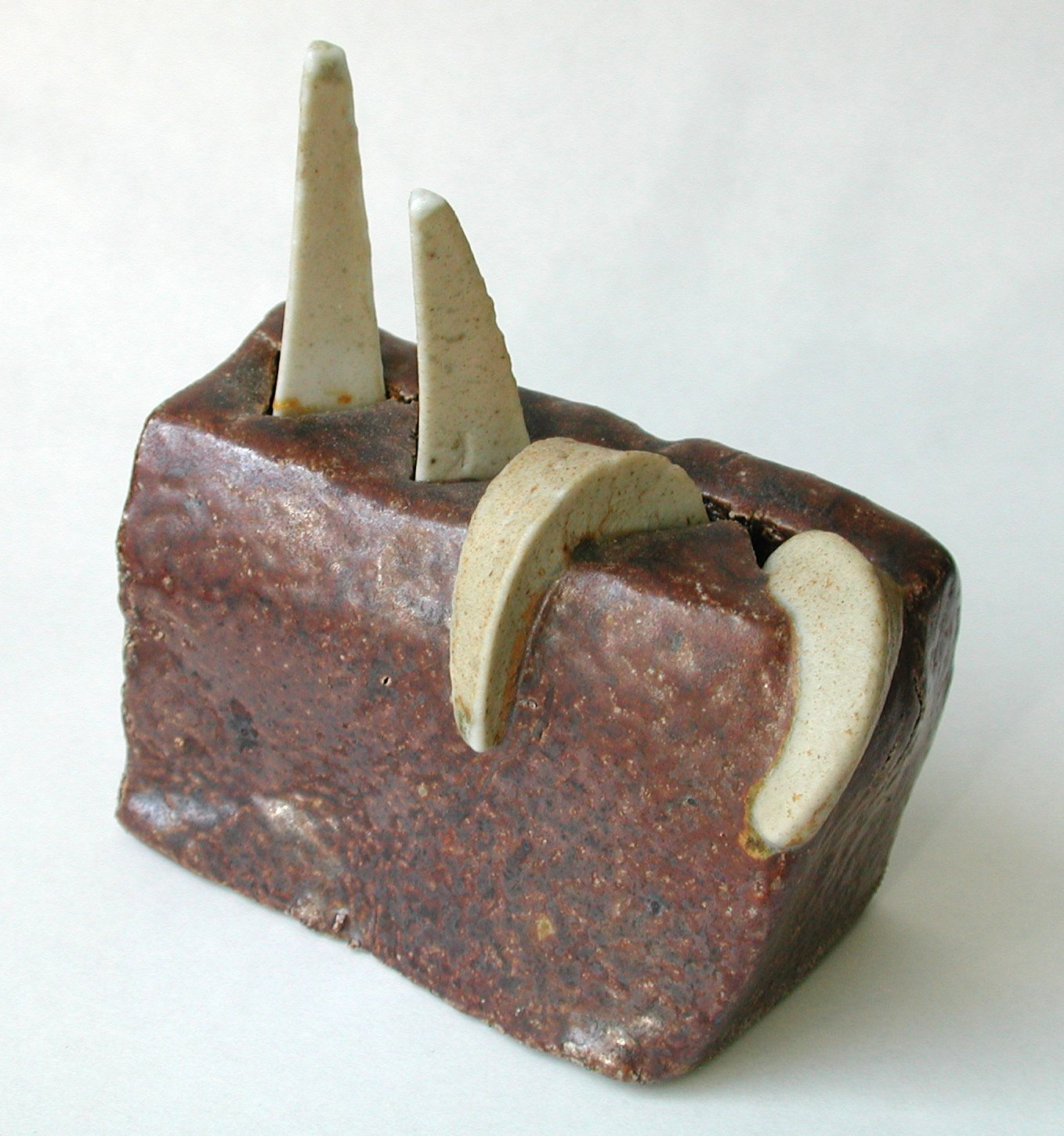
Конуси (піраміди) Зеґера на цеглині (після остигання)

Піроско́п або ко́нуси Зе́ґера — набір керамічних зразків у вигляді зрізаних пірамідок висотою 4—5 см, що мають різну температуру плавлення і призначені для приблизного визначення температури у робочому просторі промислових печей, а також, характеристик вогнетривкості матеріалів у діапазоні температур від 600 до 2000 °C. Пірамідка відформована з маси спеціального стандартного складу, що характеризується певною температурою, коли деформація настає під дією власної ваги (т.з. падіння піроскопа).
Синонімом терміна «піроскоп» є термін «пірометричний конус».
Метод вимірювання температури з використанням керамічних конусів запропонований у 1886 році німецьким хіміком Г. Зеґером (Hermann August Seger; 1839–1893).

## Застосування
Піроскопи використовуються в основному при випалюванні глиняних (керамічних) виробів (якість яких визначається не лише кінцевою температурою, але і швидкістю нагрівання) у діапазоні температур 600…1560 °C, а також для оцінювання вогнетривкості матеріалів у діапазоні температур 1580…2000 °C.
Випал вважається виконаним на даний конус, якщо конус, деформуючись в процесі випалювання, торкнувся підставки, на яку він встановлений.
Конуси Зеґера показують тільки кінцеву температуру. Вважається, що певна температура досягнута, якщо конус змінює свою вихідну форму (верхівка згинається вниз до торкання площини основи конуса). На такий згин значний вплив робить швидкість та тривалість нагрівання.
Зазвичай застосовується декілька конусів, розрахованих на близькі, але різні температури. Це дозволяє точніше оцінити перебіг випалу. Вторинне використання піроскопів, що не «впали» не допускається.

## Маркування
Умовне позначення керамічних піроскопів за ГОСТ 21739-76 складається з літер ПК та номера — величини, що дорівнює температурі падіння цього піроскопа, зменшеній у десять разів. Наприклад, для піроскопа з температурою падіння 1350 °C позначення записується як ПК 135.
Пірометричні конуси виготовляються для температур з інтервалом від 20 градусів. Найвідоміші відомі ряди конусів:
- Segerkegel (Німеччина), що маркуються, наприклад, як SK 17 (для 1500 °C); SK 27 (для 1600 °C); SK 31 (для 1700 °C); SK 36 (для 1800 °C); SK 40 (для 1900 °C) тощо;
- Orton Cones (США), марки від O22 до O11 (590–850 °C); від O10 до 3 (890–1170 °C); від 4 до 12 (1180–1340 °C); від 13 до 43 (до 2015 °C)[5];
- Staffordshire Cones (Велика Британія).